# Bataille de Benghazi (2013)
Pour les articles homonymes, voir bataille de Benghazi.
La bataille de Benghazi de novembre 2013 se déroule entre la première et la seconde guerre civile libyenne. Cet affrontement oppose les forces spéciales de l'armée libyenne aux hommes d'Ansar al-Charia. Depuis la fin de la guerre civile libyenne, il s'agit du premier affrontement apposant directement l'armée libyenne et ce groupe armé salafistes.

## Déroulement
À deux heures du matin un civil est interpellé par des hommes d'Ansar al-Charia car il est porteur d'une arme. L'homme est battu par les islamistes, ce qui pousse les forces spéciales à intervenir. 
Selon le colonel Miloud al-Zwei, porte-parole des forces spéciales, l'affrontement débute dans les premières heures de la journée, lorsqu'une patrouille des forces spéciales est visée par une attaque alors qu'elle arrivait à proximité du quartier-général d'Ansar al-Charia, le principal groupe armé salafiste de Libye,.
L'armée riposte et le combat s'étend à d'autres quartiers de la ville, notamment près d'une clinique tenue par Ansar al-Charia dans le quartier al-Selmani,. Des habitants s'en prennent également à des locaux d'Ansar al-Charia, l'un d'eux est notamment incendié. Le calme revient finalement en milieu de matinée, mais l'armée, qui craint que les salafistes ne reçoivent des renforts, fait savoir que tout convoi qui tenterait d'entrer sans permission à Benghazi serait bombardé par les forces aériennes.
Le combats reprennent le lendemain, quatre personnes en possession d'explosifs sont arrêtées à l'entrée est de la ville. Lors de leur transfert vers le centre-ville, les forces de sécurité libyennes sont attaquées par les hommes d'Ansar al-Charia. Trois soldats libyens sont tués et trois autres blessés,.
Le 28, des hommes armés à bord d'une voiture tirent sur un véhicule dans lequel se trouvent deux soldats, l'un d'eux est tué.
Le 1er décembre, un officier de l'armée de l'air est assassiné à Benghazi et son fils de 17 ans est blessé.

## Les pertes
Le 25 novembre, en fin d'après-midi, selon l'hôpital Al-Jala de Benghazi le bilan est de quatre soldats et un civil tués, ainsi que 23 blessés, dont 10 civils. 
Quelques heures plus tard le bilan monte à au moins 9 morts et 49 blessés, selon l'hôpital. Ce bilan est confirmé par le gouvernement libyen,.